# Степанівка (Покровський район)
Степа́нівка — село Курахівської міської громади Покровського району Донецької області, Україна.

## Загальні відомості
Відстань до райцентру становить близько 24 км і проходить автошляхом місцевого значення. Розташоване на правому березі Курахівського водосховища навпроти впадіння в нього р. Осикова.

## Транспорт
До села проходить автомобільна дорога місцевого значення С051108 Цукурине — Курахове — під'їзд до Степанівки (4,9 км).

## Населення
За даними перепису 2001 року населення села становило 46 осіб, із них 17,39 % зазначили рідною мову українську та 82,61 % — російську.